# Obrium nakanei
Obrium nakanei là một loài bọ cánh cứng trong họ Cerambycidae.